# Bergamo-Orio al Serios internationella flygplats
Bergamo-Orio al Serios internationella flygplats, även känd som Milano-Bergamo flygplats (IATA: BGY, ICAO: LIME) (italienska: Aeroporto di Bergamo-Orio al Serio eller Aeroporto di Milano-Bergamo) är en internationell flygplats 4 kilometer sydöst om Bergamo, Italien, och 45 kilometer nordöst om Milano. 
Flygplatsen trafikeras mest av lågprisflygbolag (t.ex. Ryanair). Flygplatsen hade över 8,4 miljoner passagerare 2011 och är den viktigaste "low-cost" flygplatsen i Italien. Flygplatsen är en av tre flygplatser runt Milano. De andra två är Milano-Linate flygplats och Milano-Malpensa flygplats.

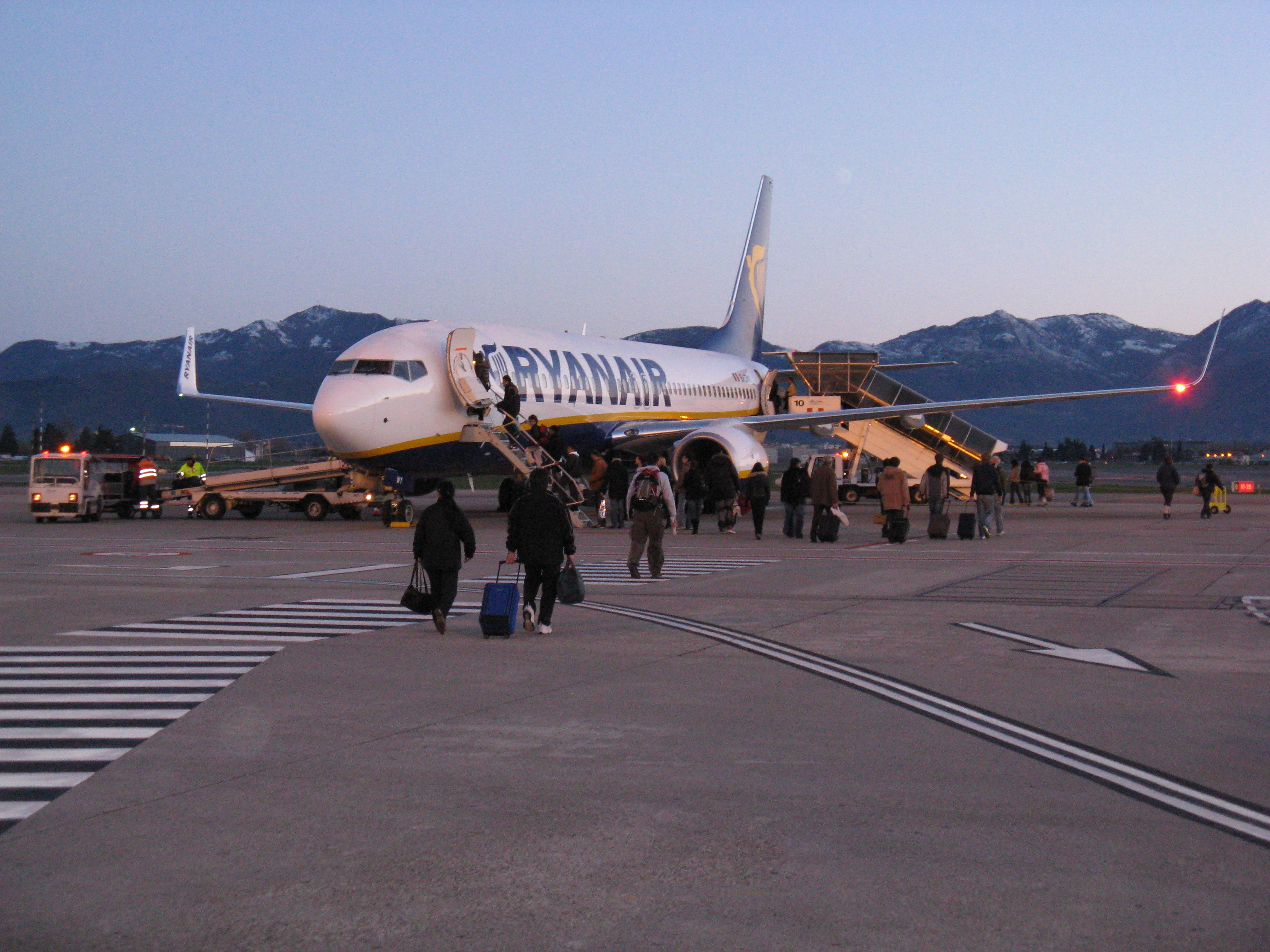
En Ryanair Boeing 737-800 vid flygplatsen